# Grand Dictionnaire encyclopédique Larousse
Der Grand Dictionnaire encyclopédique Larousse (Kürzel: GDEL) ist ein französisches alphabetisches enzyklopädisches Nachschlagewerk (vergleichbar dem Großen Brockhaus) und gleichzeitig ein Wörterbuch der französischen Sprache. Er erschien von 1982 bis 1985 in 10 Bänden im Verlag Éditions Larousse.

## Geschichte
Die Tradition der Verbindung von auf Sachen und Namen bezogenem großen enzyklopädischen Nachschlagewerk mit einem Sprachwörterbuch geht im Verlag Larousse auf Pierre Larousse und seinen Grand Dictionnaire universel du XIXe siècle (GDU, 1866–1877, Supplemente 1878, 1888) in 15 Bänden zurück. Claude Augé modernisierte ihn im Nouveau Larousse illustré (NLI, 1897–1904, Supplement 1907) in 7 Bänden. Sein Sohn Paul Augé machte daraus den Larousse du XXe siècle (LXXe, 1928–1933, Supplement 1953) in 6 Bänden. Ihm folgte der Grand Larousse encyclopédique (GLE, 1960–1964, Supplement 1975) in 10 Bänden. Dessen Neufassung war der GDEL, dessen korrigierte Version ab 1987 unter dem Titel Grand Larousse universel (GLU) in 15 Bänden verkauft wurde. 1997 wurde der Verkauf des Papierwörterbuchs eingestellt.

## Inhalt
Der GDEL hat rund 190 000 Artikel, darunter rund 100 000 Sprachartikel. Wenig bekannt ist die hohe Qualität der Verbartikel (zum Beispiel serrer), in die Jean Dubois, Bruder des Chefredakteurs Claude Dubois (1924–2012), eigene Forschungsergebnisse hat einfließen lassen. GDEL und GLE sollten deshalb nicht verwechselt werden.

## Gliederung
- 1. A - Beauce. 1982 (XLVII, 1120 S.)
- 2. Beaucens - Christian. 1982
- 3. Christiania - docte. 1982.
- 4. Doctement - Fortunatus. 1983
- 5. Fortune - indécemment. 1983
- 6: Indécent - mante. 1984
- 7: Manteau - Paladilhe. 1984
- 8: Paladin - relâcher. 1984
- 9: Relais - synchronie. 1985
- 10: Synchronique - Zywiec. 1985 (S. 9953 – 11038)